# Neporadza (okres Trenčín)
Neporadza (Hongaars: Neporác) is een Slowaakse gemeente in de regio Trenčín, en maakt deel uit van het district Trenčín.
Neporadza telt 792 inwoners.